# Rita de Barrenechea
María Rita de Barrenechea y Morante de la Madrid, condesa del Carpio, (Bilbao, 1757 – Madrid, 1795) fue una prosista y dramaturga española de la Ilustración.

## Biografía
Fueron sus padres Ana María Morante de la Madrid, marquesa de la Solana, de la que heredó el título y José Fernando de Barrenechea, II marqués del Puerto y caballero de la Orden de Santiago. Al morir su madre, su padre se hizo sacerdote y se trasladó con ella a Valladolid. En 1775 se casó con Juan de Sahagún de la Mata Linares, conde del Carpio. Vivieron en Barcelona, donde nacieron sus hijas y en 1789 se trasladaron a Madrid, donde falleció en 1795. Meses antes se hizo retratar por Goya.
Próxima a la Sociedad Bascongada a la que pertenecían varios familiares suyos, fue una de las catorce mujeres que crearon en 1787 la Junta de Damas aneja a la Sociedad Económica Matritense a la que pertenecía su esposo. El matrimonio se relacionó con los círculos sociales más distinguidos de la capital y sus miembros: la Duquesa de Alba y Jovellanos entre otros.
Su casa era lugar de encuentro y de animadas tertulias, como los salones de la condesa de Montijo, el de la marquesa de Fuerte-Híjar, el de la duquesa de Alba. Aunque menos conocido, hay, sin embargo el testimonio de un viajero inglés que habla de él y de sus asiduos Jovellanos, Cabarrús, la Duquesa de Alba...
Tuvo una gran amistad con la dramaturga María Rosa Gálvez, que le dedicó un poema a su muerte, La noche. Canto en verso suelto a la memoria de la señora condesa del Carpio.

## Análisis de su obra
Su obra conservada manuscrita en el archivo de sus descendientes estaba formada por las comedias Catalin, La aya, una comedia de temática infantil, una «descripción de un viaje por La Mancha» y apuntes para varias comedias. De todos ellos solo se conocen Catalin y La aya. Catalin fue representada en el teatro Arriaga en octubre de 2016 bajo la dirección de Gorka Mínguez y con la dramaturgia de Teresa Calo.

### Catalin
La primera edición de Catalin fue hecha en Jaén por un editor anónimo pero admirador de la condesa y cercano a ella en torno a 1882. Es una comedia en prosa de un solo acto que sigue las reglas del teatro neoclásico. La sobriedad en las acotaciones indica que no estaba destinada a representarse en los teatros públicos sino para sus amistades. La acción se centra en los impedimentos económicos de dos enamorados para contraer matrimonio en un caserío próximo a Portugalete. La trama corresponde a la comedia sentimental pero con reglas neoclásicas. Con ello, Barrenechea pretende dar una lección moral apelando al corazón. La enseñanza se transmite por el noble comportamiento de algunos personajes pero mezclada con el patetismo de otras escenas en que se llegará a un duelo. Esta comedia está influida por el El delincuente honrado de Jovellanos, obra que conoció la condesa, y que abría una nueva línea en la dramaturgia de la época: la comedia sentimental. Las ideas propuestas en esta obra son las del poder regenerador de la virtud, el encomio de la vida familiar y el matrimonio, las virtudes de un noble ejemplar -ayuda de los amantes desdichados y de las personas bajo su tutela-, la necesidad de unas reglas de urbanidad, del trato cordial y de la amistad y la condena de los duelos. Su lenguaje es sencillo, directo y adecuado a cada personaje. De hecho, introduce una canción popular en euskera para dar frescura y verosimilitud a la obra.

### La aya
En la comedia, la acción transcurre en unas pocas horas y seis personajes. La joven Matilde, criada por su abuela en una aldea, llega a la casa de su madre, quien encomienda su educación a una aya cuya única referencia es su origen francés. Don Esteban defiende esta elección y don Mauro cree que la educación es primordial para una madre. En realidad es una impostora cuyo papel sería actuar de celestina. La estructura es de un solo acto con veintitrés escenas en un único escenario sin localización concreta. Transcurre en un solo día y está escrita en prosa. De este modo cumple la ideología y estética del teatro neoclásico. El tema, la educación de los hijos, fue clave en el pensamiento neoclásico. Barrenechea plantea un argumento dramático que sirve para ejemplificar lo que pasa cuando se descuida la educación y se deja ésta en manos de desaprensivos.

## Obra
Su obra se puede leer en los siguientes enlaces:
- Catalin[1]
- La aya[4]